# Has Anybody Seen My Gal?
Has Anybody Seen My Gal? is een Amerikaanse filmkomedie uit 1952 onder regie van Douglas Sirk. De film werd destijds in Nederland uitgebracht onder de titel Een meisje met duizenden.

## Verhaal
Samuel Fulton is steenrijk, maar hij heeft geen eigen familie. Hij besluit om zijn fortuin na te laten aan de familie van zijn eerste liefde. Zij vonden Samuel destijds te min, omdat hij toen nog arm was. Voordat hij hun zijn geld nalaat, wil hij hen op de proef stellen.

## Rolverdeling
| Acteur           | Personage                  |
| ---------------- | -------------------------- |
| Piper Laurie     | Millicent Blaisdell        |
| Rock Hudson      | Dan Stebbins               |
| Charles Coburn   | Samuel Fulton / John Smith |
| Gigi Perreau     | Roberta Blaisdell          |
| Lynn Bari        | Harriet Blaisdell          |
| William Reynolds | Howard Blaisdell           |
| Larry Gates      | Charles Blaisdell          |
| Skip Homeier     | Carl Pennock               |
| Paul Harvey      | Rechter Wilkins            |
| Paul McVey       | Lester Pennock             |
| Gloria Holden    | Clarissa Pennock           |
| Frank Ferguson   | Edward Norton              |
| Forrest Lewis    | Martin Quinn               |